# Exochochromis anagenys
Exochochromis anagenys (von griechisch exokos „hervorragend“, und Chromis; sowie von ana „rückwärts“, und genys „Unterkiefer“) ist eine afrikanische Buntbarschart, die endemisch bei der Thumbi West Insel (Typuslokalität) und im südöstlichen Abschnitt des ostafrikanischen Malawisees vorkommt. 

## Merkmale
Die Fische erreichen eine Länge von 20 bis 30 cm. Der Körper ist gestreckt und seitlich abgeflacht. Das Maul ist tief eingeschnitten. Über den Nasenöffnungen ist die Schnauze höckerartig aufgewölbt. Die Art ist überwiegend gelbblau gefärbt, wobei es Morphen mit größerem oder kleinerem Gelb- oder Blauanteil in der Färbung. Weibchen sind gelb oder graubraun. Rücken- und Afterflosse sind abgerundet. Alle Weibchen und Männchen, die nicht in Balzstimmung sind zeigen drei schwarze Flecken auf den Körperseiten, einen auf der Körpermitte, einen an der Schwanzflossenbasis und einen dazwischen. Außerdem finden sich fünf bis sechs schwarze Flecken an der basis der Rückenflosse. Männchen in Balzfärbung sind hellblau, auf dem Rücken braungrau und werden zum Schwanz zunehmend gelblich. Die Rückenflosse ist grüngelb bis bläulich, am oberen rand hellblau gesäumt und mit vielen zwischen den Flossenstrahlen liegenden blauen Strichen und Punkten gemustert. Die Afterflosse ist gelblich und transparent. Sie zeigt zahlreiche gelbe Eiflecke. Die Schwanzflosse ist gelb und mit einigen blauen Punkten gemustert. Rücken- und Afterflosse laufen leicht spitz aus.

## Lebensweise
Exochochromis anagenys kommt in Tiefen von 10 bis 125 Metern über Sand- und Felsböden vor, ist nirgendwo häufig und ernährt sich von kleineren Fischen, vor allem von Jungfischen. Wie fast alle Buntbarsche des Malawisees ist die Art ein Maulbrüter. Ein Gelege umfasst bis zu 100 Eier. 